# أوينسبورو
أوينسبورو (بالإنجليزية: Owensboro, Kentucky)‏ هي مدينة تقع في مقاطعة دافييس بولاية كنتاكي في وسط جنوب شرق الولايات المتحدة. تأسست عام 1797، تبلغ مساحة هذه المدينة 48.3 (كم²)، وترتفع عن سطح البحر 120 م، بلغ عدد سكانها 58083 نسمة في عام 2012 حسب إحصاء مكتب تعداد الولايات المتحدة وتصل الكثافة السكانية فيها 1198.8 نسمة/كم2.

## التركيبة السكانية
حدّد مكتب تعداد الولايات المتحدة بيانات التركيبة السكانية لأوينسبورو في تعداد الولايات المتحدة. في ما يلي، التركيبة السكانية حسب تعدادي 2000 و2010.

### تعداد عام 2000
بلغ عدد سكان أوينسبورو 54,067 نسمة بحسب تعداد عام 2000، وبلغ عدد الأسر 22,659 أسرة وعدد العائلات 14,091 عائلة مقيمة في المدينة. في حين سجلت الكثافة السكانية 953.4 نسمة لكل كيلومتر مربع (2,469.3/ميل2). وبلغ عدد الوحدات السكنية 24,302 وحدة بمتوسط كثافة قدره 428.5 لكل كيلومتر مربع (1,109.8/ميل2).
وتوزع التركيب العرقي للمدينة بنسبة 90.63% من البيض و6.90% من الأمريكيين الأفارقة و0.12% من الأمريكيين الأصليين و0.51% من الأمريكيين ذوي الأصول الآسيوية و0.02% من سكان جزر المحيط الهادئ و0.55% من الأعراق الأخرى و1.28% من عرقين مختلطين أو أكثر و1.03% من الهسبانيون أو اللاتينيون من أي عرق.
بلغ عدد الأسر 22,659 أسرة كانت نسبة 31.7% منها لديها أطفال تحت سن الثامنة عشر تعيش معهم، وبلغت نسبة الأزواج القاطنين مع بعضهم البعض 44.7% من أصل المجموع الكلي للأسر، ونسبة 13.9% من الأسر كان لديها معيلات من الإناث دون وجود شريك، بينما كانت نسبة 3.6% من الأسر لديها معيلون من الذكور دون وجود شريكة وكانت نسبة 37.8% من غير العائلات. تألفت نسبة 33.3% من أصل جميع الأسر من عدة أفراد يعيشون في نفس المنزل ونسبة 14% كانت تتألف من شخص يعيش بمفرده يبلغ من العمر 65 عاماً أو أكثر. وبلغ متوسط حجم الأسرة المعيشية 2.29، أما متوسط حجم العائلات فبلغ 2.91.
بلغ العمر الوسطي للسكان 37.4 عاماً. وكانت نسبة 23.7% من القاطنين تحت سن الثامنة عشر، وكانت نسبة 8.8% بين الثامنة عشر والرابعة والعشرين عاماً، ونسبة 26.6% كانت واقعةً في الفئة العمرية ما بين الخامسة والعشرين والرابعة والأربعين عاماً، ونسبة 21.9% كانت ما بين الخامسة والأربعين والرابعة والستين، ونسبة 14.9% كانت ضمن فئة الخامسة والستين عاماً فما فوق. يوجد لكل 100 أنثى 88.4 ذكر، ويوجد لكل 100 أنثى في الثامنة عشر من عمرها فما فوق 83.7 ذكر.
بلغ متوسط دخل الأسرة في المدينة 31,867 دولارًا، أما متوسط دخل العائلة فبلغ 41,333 دولارًا. وكان متوسط دخل الذكور 33,429 دولارًا مقابل 21,457 دولارًا للإناث. وسجل دخل الفرد الخاص بالمدينة 17,968 دولارًا. وكانت نسبة 12.2% من العائلات ونسبة 15.9% من السكان تحت خط الفقر، وكان من هؤلاء نسبة 21.5% تحت سن الثامنة عشر ونسبة 12.4% في الخامسة والستين من العمر وما فوق.

### تعداد عام 2010
بلغ عدد سكان أوينسبورو 57,265 نسمة بحسب تعداد عام 2010، وبلغ عدد الأسر 24,215 أسرة وعدد العائلات 14,532 عائلة مقيمة في المدينة. في حين سجلت الكثافة السكانية 1,009.8 نسمة لكل كيلومتر مربع (2,615.4/ميل2). وبلغ عدد الوحدات السكنية 26,072 وحدة بمتوسط كثافة قدره 459.7 لكل كيلومتر مربع (1,190.6/ميل2).
وتوزع التركيب العرقي للمدينة بنسبة 87.53% من البيض و7.30% من الأمريكيين الأفارقة و0.14% من الأمريكيين الأصليين و0.88% من الأمريكيين ذوي الأصول الآسيوية و0.08% من سكان جزر المحيط الهادئ و1.60% من الأعراق الأخرى و2.48% من عرقين مختلطين أو أكثر و3.22% من الهسبانيون أو اللاتينيون من أي عرق.
بلغ عدد الأسر 24,215 أسرة كانت نسبة 29.9% منها لديها أطفال تحت سن الثامنة عشر تعيش معهم، وبلغت نسبة الأزواج القاطنين مع بعضهم البعض 39.8% من أصل المجموع الكلي للأسر، ونسبة 15.5% من الأسر كان لديها معيلات من الإناث دون وجود شريك، بينما كانت نسبة 4.8% من الأسر لديها معيلون من الذكور دون وجود شريكة وكانت نسبة 40% من غير العائلات. تألفت نسبة 34% من أصل جميع الأسر من عدة أفراد يعيشون في نفس المنزل ونسبة 13.5% كانت تتألف من شخص يعيش بمفرده يبلغ من العمر 65 عاماً أو أكثر. وبلغ متوسط حجم الأسرة المعيشية 2.29، أما متوسط حجم العائلات فبلغ 2.92.
بلغ العمر الوسطي للسكان 38.1 عاماً. وكانت نسبة 23.7% من القاطنين تحت سن الثامنة عشر، وكانت نسبة 9.5% بين الثامنة عشر والرابعة والعشرين عاماً، ونسبة 25% كانت واقعةً في الفئة العمرية ما بين الخامسة والعشرين والرابعة والأربعين عاماً، ونسبة 25.6% كانت ما بين الخامسة والأربعين والرابعة والستين، ونسبة 16.2% كانت ضمن فئة الخامسة والستين عاماً فما فوق. وتوزع التركيب الجنسي للسكان بنسبة 47.1% ذكور و52.9% إناث.

## المناخ
يظهر الجدول التالي التغييرات المناخية على مدار السنة لأوينسبورو:
| البيانات المناخية لـأوينسبورو     | البيانات المناخية لـأوينسبورو | البيانات المناخية لـأوينسبورو | البيانات المناخية لـأوينسبورو | البيانات المناخية لـأوينسبورو | البيانات المناخية لـأوينسبورو | البيانات المناخية لـأوينسبورو | البيانات المناخية لـأوينسبورو | البيانات المناخية لـأوينسبورو | البيانات المناخية لـأوينسبورو | البيانات المناخية لـأوينسبورو | البيانات المناخية لـأوينسبورو | البيانات المناخية لـأوينسبورو | البيانات المناخية لـأوينسبورو |
| الشهر                             | يناير                         | فبراير                        | مارس                          | أبريل                         | مايو                          | يونيو                         | يوليو                         | أغسطس                         | سبتمبر                        | أكتوبر                        | نوفمبر                        | ديسمبر                        | المعدل السنوي                 |
| --------------------------------- | ----------------------------- | ----------------------------- | ----------------------------- | ----------------------------- | ----------------------------- | ----------------------------- | ----------------------------- | ----------------------------- | ----------------------------- | ----------------------------- | ----------------------------- | ----------------------------- | ----------------------------- |
| متوسط درجة الحرارة الكبرى °ف (°م) | 41.2 (5.1)                    | 46.6 (8.1)                    | 58.3 (14.6)                   | 69.3 (20.7)                   | 78.1 (25.6)                   | 86.4 (30.2)                   | 89.2 (31.8)                   | 88.2 (31.2)                   | 82.4 (28.0)                   | 71.6 (22.0)                   | 58.1 (14.5)                   | 45.9 (7.7)                    | 67.9 (19.9)                   |
| متوسط درجة الحرارة الصغرى °ف (°م) | 23.2 (−4.9)                   | 26.8 (−2.9)                   | 36.7 (2.6)                    | 45.9 (7.7)                    | 54.5 (12.5)                   | 62.8 (17.1)                   | 66.6 (19.2)                   | 64.4 (18.0)                   | 58.3 (14.6)                   | 45.7 (7.6)                    | 37.4 (3.0)                    | 28.2 (−2.1)                   | 45.9 (7.7)                    |
| الهطول إنش (مم)                   | 3.3 (80.3)                    | 3.9 (94.0)                    | 5.0 (122.4)                   | 5.0 (121.4)                   | 4.7 (114.8)                   | 3.9 (94.7)                    | 4.0 (97.0)                    | 3.7 (90.9)                    | 3.7 (89.4)                    | 3.0 (73.9)                    | 4.4 (106.7)                   | 4.1 (99.3)                    | 48.7 (1٬184٫8)                |
| المصدر: climate-charts.com        |                               |                               |                               |                               |                               |                               |                               |                               |                               |                               |                               |                               |                               |

## توأمة
لأوينسبورو اتفاقيات توأمة مع:
- أولوموتس

## أعلام
- توم إيويل
- جوني ديب
- جو كيندال
- فيليب تومسون
- بوبي واتسون
- نيكي هايدن
- تيري بيسون
- وينديل فورد
- ويليام توماس إليس

## وصلات خارجية
- The US50 - Cities and Towns in Kentucky State